# Shizilu Shuiku
Shizilu Shuiku är en reservoar i Kina. Den ligger i provinsen Zhejiang, i den östra delen av landet, omkring 130 kilometer öster om provinshuvudstaden Hangzhou. Shizilu Shuiku ligger 26 meter över havet. Arean är 1,1 kvadratkilometer. Trakten runt Shizilu Shuiku består till största delen av jordbruksmark. Den sträcker sig 1,6 kilometer i nord-sydlig riktning, och 1,8 kilometer i öst-västlig riktning.
Genomsnittlig årsnederbörd är 1 981 millimeter. Den regnigaste månaden är juni, med i genomsnitt 355 mm nederbörd, och den torraste är januari, med 68 mm nederbörd.